# Willy Dasso
Guillermo Ignacio Nicolás Dasso Drago, detto Willy (Lima, 10 gennaio 1917 – San Isidro, 10 novembre 1990), è stato un cestista peruviano.

## Carriera
Con il Perù ha preso parte alle Olimpiadi del 1936, disputando due partite.